# Huvudduk

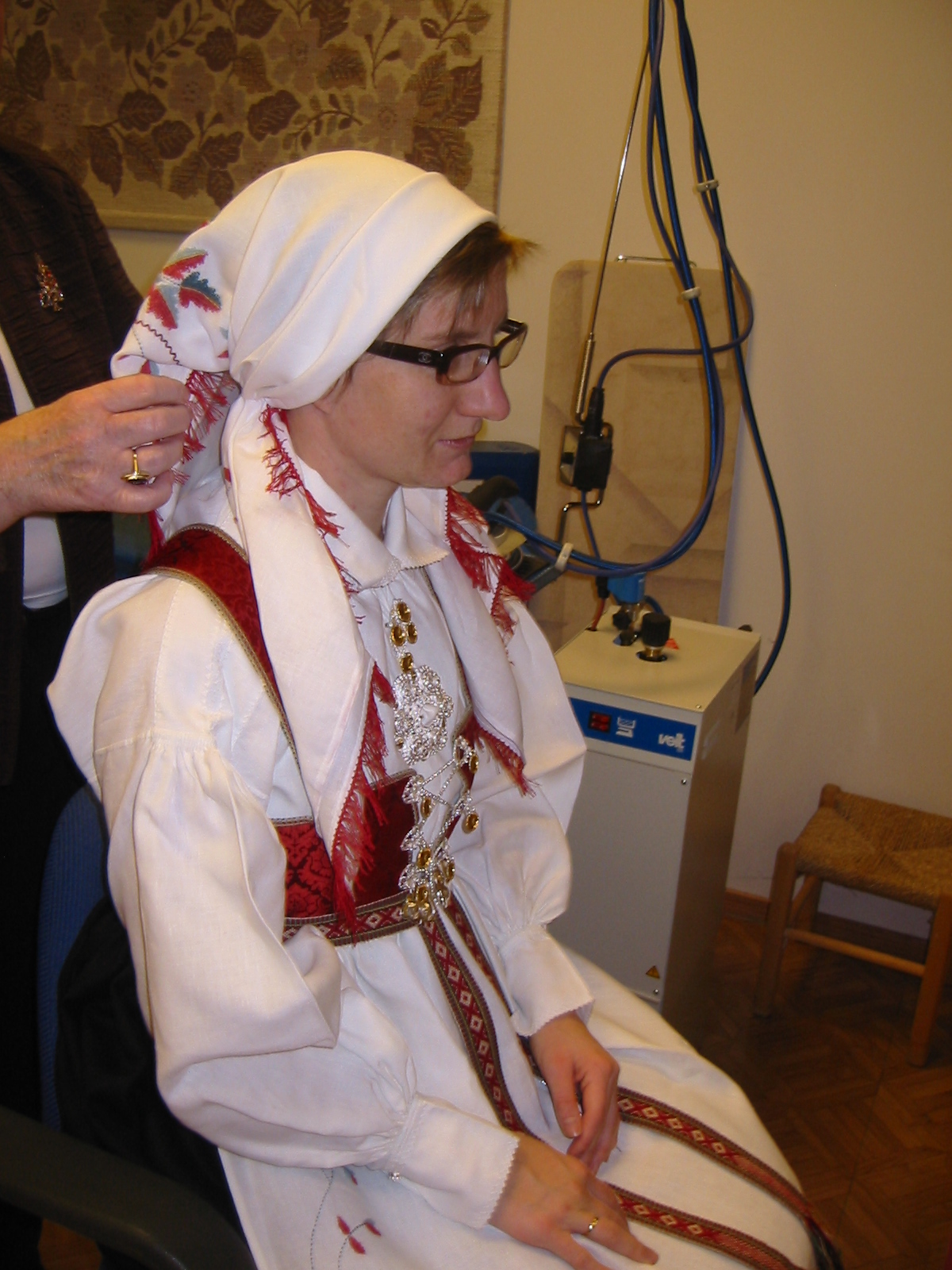
Norsk folkdräkt med tillhörande huvudduk.

Huvudduk (huvudkläde) är en huvudbonad, oftast buren av kvinnor, som täcker håret, en varierande del av huvudet och ibland halsen, men inte ansiktet. En huvudduk görs av en triangelformad, eller dubbelvikt fyrkantig duk, vikt utmed diagonalen. Huvudduken kan sättas fast på huvudet på en rad olika sätt, genom att exempelvis vira den, sätta fast den med nålar eller att den knyts under hakan eller i nacken. Varianter av huvudduk är exempelvis dok, sjal, hijab, sjalett, bandana, huckle och snibb. Skillnaden mellan huvudduk, turban och andra virade huvudbonader av tyg, kan ibland vara flytande.

## Bruk
Huvuddukar av olika slag har använts sedan forntiden. De har burits, och bärs än idag, av en rad olika skäl, som för att skydda mot väder, värme eller kyla, av sanitära skäl, som mode, för att signalera social status, familjeförhållanden och skillnaden mellan vardag och fest, av religiösa, kulturella eller politiska skäl, för att påvisa sedesamhet eller av andra sociala konventioner.

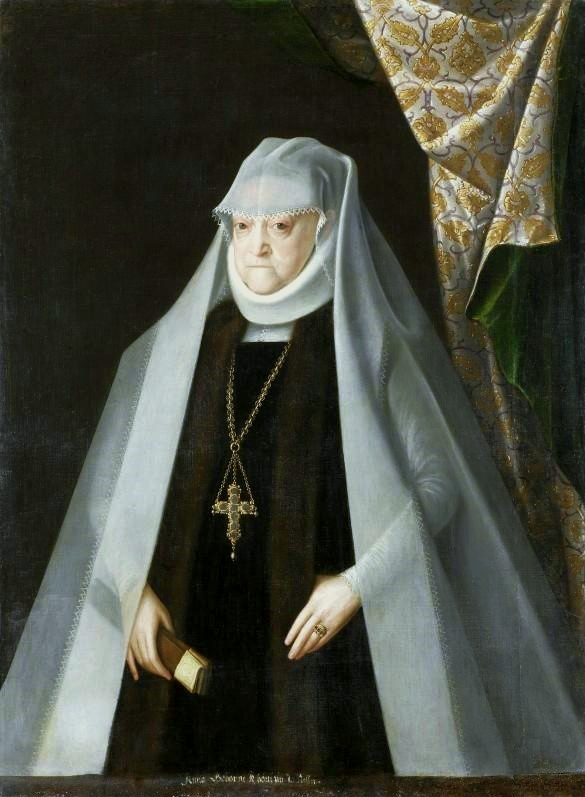
Änkedrottning Anna av Polen, från 1500-talet, i ett dok med slöja.
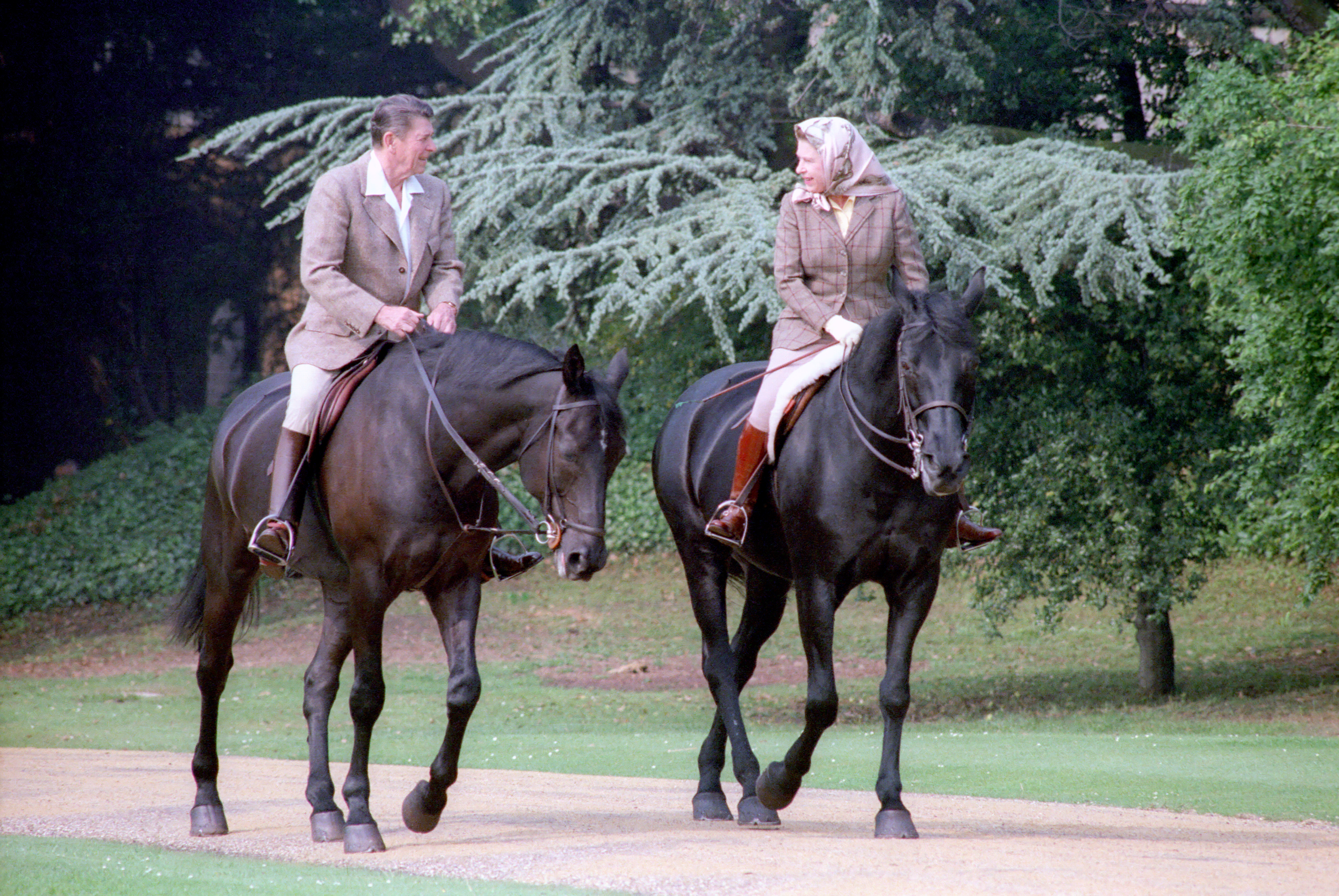
Drottning Elizabeth II tillsammans med Ronald Reagan, år 1982.
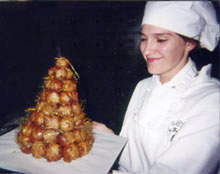
En huvudduk för kockar, en så kallad snibb, från år 2007.
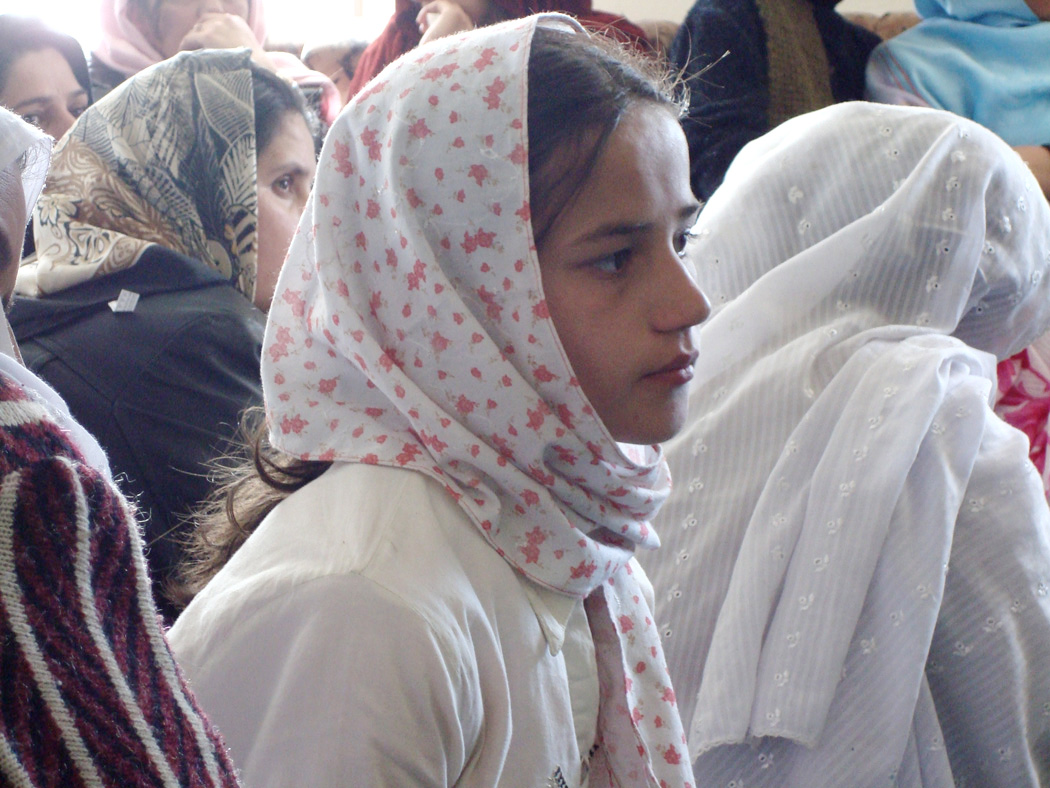
En afghansk flicka i huvudduk i Pajshir, år 2008.

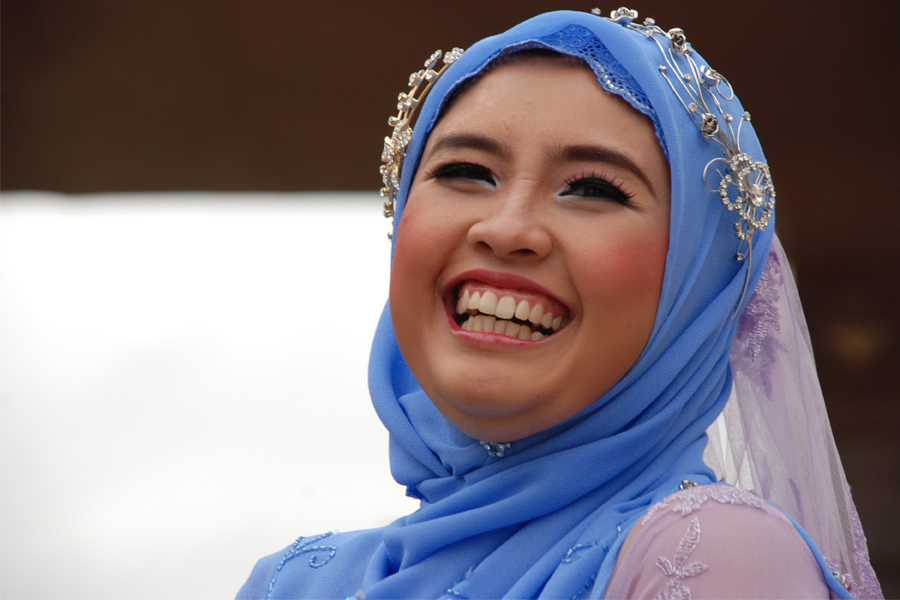
Kvinna i blå huvudduk i Kuala Lumpur år 2008.

Under medeltiden i Västeuropa var huvuddukarna stora, ofta vita och stärkta tyger - dok - som lever kvar i vissa högtidskläder än idag. Dess omfång och storlek minskade till att senare bli kvadratiska, vikta och knutna på olika sätt bak i nacken. Fram till senare delen av 1900-talet var huvudduk vanlig bland kvinnor i sydvästra Asien, Europa, Nordafrika och Amerika, men även i många andra delar av världen. Sedan dess har bruket av huvudduk, precis som hattar, minskat i den västerländska kulturen. Dock är det fortfarande vanligt med huvudduk i många lantligare områden i Östeuropa och i många områden i Mellanöstern.
Hijab, vilket är en form av huvudduk, är vanlig bland många muslimska kvinnor. Den bärs av religiösa, kulturella, modemässiga och politiska skäl, och dess stil varierar beroende på kultur.
I de flesta länder på den Arabiska halvön är det vanligt att bära en enfärgad eller schackrutig huvudduk som kallas keffiyeh, ghutrah, shumagh eller chefiyah. På svenska kallas den ofta palestinasjal.

## I Sverige
Under 1700- och 1800-talet var det vanligt att kvinnor i Sverige bar huvudduk eller huckle, särskilt på landsbygden.Plagget var ofta ett kvadratiskt tyg som knöts under hakan och användes för att dölja håret. Det var ett tecken på anständighet och respektabilitet, och för många kvinnor var det en självklar del av vardagsklädseln . I vissa samhällen ansågs det till och med som skamligt för en gift kvinna att visa sitt hår offentligt .
Äldre svenska allmogenamn för huvudduk är huckle och klut (i Skåne). Traditionella huvuddukar i allmogestil syns numera mest som en del av vissa folkdräkter.